# Лашеналь, Эдмон
Эдмон Лашеналь (фр. Edmond Lachenal; 3 июня 1855[…], Париж — 10 июня 1948, VII округ Парижа) — французский художник-керамист и предприниматель.

## Биография
Родился в 1855 году в Париже. В 1867 году (в возрасте примерно 12 лет) поступил в ученики к гончару в Вожираре. Во время Франко-прусской войны поступил добровольцем в Национальную гвардию. Вскоре после окончания войны, в возрасте около 15-16 лет, стал учеником керамиста-новатора Теодора Дека и сотрудником его мастерской. В 1881 году открыл свою мастерскую, которая располагалась сперва в Малакоффе (предместье Парижа, названном в честь Малахова кургана в Севастополе), затем в Шатийоне и наконец в самом Париже.
Экспериментируя с глазурями и эмалями, Лашеналь сумел значительно их усовершенствовать, что привело к расширению ассортимента цветов и фактур изготовлявшихся им керамических изделий. Лашеналь не только сам был художником и мастером-керамистом, он также сотрудничал со многими другими известными художниками и скульпторами своего времени: Жоржем де Фёром, Эктором Гимаром, Рене де Сен-Марсо, Агнес де Фрумери и даже Огюстом Роденом.
Изделия Лашеналя демонстрировались широкой публике на Всемирных выставках 1889, 1893 и 1900 годов. Он стал кавалером ордена Почётного легиона в 1900 году и офицером того же ордена в 1933.
На протяжении многих лет Лашеналь был преданным поклонником Сары Бернар, и, в частности, подарил ей роскошный сервиз, изготовленный им самим вручную в единственном экземпляре.
Около 1904 года Лашеналь, в основном, отошёл от дел, передав управление мастерской своим сыновьям, Раулю и Жан-Жаку, которые продолжили его дело.
Сам Эдмон Лашеналь, однако, прожил ещё почти 45 лет. Он скончался в 1948 году в Париже.
Сегодня работы Лашеналя хранятся в собраниях многих музеев Франции, включая музей Родена и музей Орсе, а также в нью-йоркском Метрополитен-музее.

## Галерея
- Ваза с лягушками и цветами
- Ваза с красными ирисами
- Ваза с сине-зелёными цветами.
- Ваза в форме распускающегося бутона
- Тарелка, выполненная молодым Эдмоном Лашенелем в мастерской Теодора Дека
- Ваза, исполненная Эктором Гимаром в мастерской Лашеналя